# محلات الموصل قبل الإسلام
محلات الموصل قبل الإسلام: ان المحلة تعني منزل القوم. حيث كان في الموصل قبل الفتح الإسلامي للمدينة مواضع ومعالم قد وردت عند المؤرخين والبلدانيين، منها: الحصن، وبِيَّع النصارى ومنازلهم، ومحلة اليهود. وكانت الموصل تسمى قبل الفتح الإسلامي (الحصنين)، حيث ان نينوى كانت تسمى (الحصن الشرقي) والموصل تسمى (الحصن الغربي). وذكر المقدسي: ان الموصل قبل الإسلام كانت تسمى (خولان) فلما وصل العرب عمارتهم ومصروها سميت الموصل، والفرس يطلقون عليها اسم (نوارد شير). أي بيت الأسد وذلك لحصانة المكان. وكانت هذه المدينة قديما تتكون من عدد من المحلات التي وردت في المصادر التاريخية، ومن أهم تلك المحلات التي كانت معروفة في الموصل قبل الفتح الإسلامي للمدينة سنة (16 ه‍)، بقيادة ربعي بن الأفكل، هي:

## محلة المجوس
بعد احتلال الفرس للموصل سنة (224م)، زادت أهميتها التجارية لديهم لكونها توصل بين الشام وخراسان، ومنها يقصد إلى اذربيجان، فقام كسرى بن هرمزد ببناء حصناً مكيناً فيها، وجعل به حامية قوية تصد هجمات الروم، وقد أسكن قسماً من الفرس، ويرجح انه اسكنهم حول الجهة الجنوبية من هذا الحصن، فكانت محلة المجوس.

## محلة النصارى
تواجد النصارى في الجهة الشمالية من الحصن، حول كنيسة مار اشعيا الحالية، والتي كانت تسمى دير ربان ايشو عياب برقوسري، نسبة إلى الراهب الذي أسسه حوالي سنة (570 م)، فعرفت بمحلة النصارى. ويذكر سليمان الصائغ: لا نستطيع ان نختم بان دير برقوسري كان أول بناية في حصنا عبرايا الذي لم يخلوا من السكان منذ نشأت نينوى الجديدة، فقد سكنه الآثوريون المفلتون من السبي ومعهم أقوام آرامية. ولابد انهم أنشؤو الكنائس قبل عهد برقوسري مؤسس الدير وبقاياه هي كنيسة مار اشعيا على دجلة شرقي الموصل. وان يشوعياب برقوسرى (برقوسرا)، بنى ديره أيام البطريرك حزقيال (570-581 م) فهو يرقى إلى النصف الأول من القرن السادس الميلادي.

## محلة اليهود
ان اليهود يدعون ان الكنيس الخاص بهم قد بني قبل الإسلام، وانهم بنوه عندما سكنوا الموصل بعد سبيِّهم من بيت المقدس. فعرفت محلتهم بمحلة اليهود، ويقع هذا الكنيس في المحلة التي تسمى بمحلة اليهود اليوم.

## القبائل العربية
لقد سكن العرب الموصل قبل الفتح الإسلامي لها، ولكن لم نقف على نص يهدينا على المكان الذي سكنوه فيها، فالقبائل العربية إنتشرت في هذه الديار منذ القرن الثالث الميلادي، خاصة قبائل بكر، وتغلب، وإياد، والنمر، اما النمر فكانت تسكن نينوى، فقد جاء عن صهيب الرومي: انه من النمر بن قاسط وأهله منازلهم بارض نينوى عندما سبيته الروم وهو غلام من قريته، فقال عمه:
والنبى: اسم القرية التي كان أهله بها، وكانت منازلهم بارض الموصل. وقد سميت الموصل من قبل الآراميين (الحصن العبوري)، أي الحصن الغربي، واطلق عليها كذلك باعربايا: بمعنى محل إقامة العرب، وكما ذكر ذلك الهمداني صاحب كتاب البلدان عن قول الأصمعي: كانت قريش تسأل في الجاهلية عن خصب (باعربايا) وهي الموصل لقدرها عندهم، وعن ريف الجزيرة. والحصن العبوري يقع على المرتفع الذي يعرف اليوم باسم (قليعات)، والأرجح ان هذا الحصن كان قلعة صغيرة. وهي الحصن الآشوري فوق تل قليعات.